# Washington State Three Percenters
Washington State Three Percenters è un'organizzazione miliziana di destra dello Stato di Washington. Il gruppo stesso rifiuta questa definizione e dichiara di essere principalmente impegnato in opere di beneficenza. Il gruppo è anche coinvolto nell'organizzazione di manifestazioni per i diritti delle armi.
Il gruppo ha collaborato pubblicamente con il John Brown Gun Club, un gruppo di estrema sinistra, anche se questa affiliazione è terminata a metà 2019 in circostanze controverse. In seguito alle critiche mosse a un membro di spicco del gruppo durante le elezioni comunali del 2019, il gruppo ha annunciato di essersi separato dalla rete paramilitare nazionale Three Percenters anni prima.

## Storia e attività
I Three Percenters dello Stato di Washington si sono formati come emanazione del patriot movement. Fondato da Matt Marshall, il gruppo nega di essere un gruppo paramilitare e ha dichiarato che le sue attività principali sono la beneficenza e la preparazione alle emergenze. Il gruppo organizza regolarmente raduni per i diritti delle armi ed è stato uno dei principali sostenitori del politico Repubblicano Matt Shea dello Stato di Washington.
Nel gennaio 2019, i Three Percenters dello Stato di Washington si sono coordinati con la sezione di Puget Sound del John Brown Gun Club, per opporsi al volantinaggio razzista condotto dal gruppo suprematista bianco Patriot Front, dopo diversi mesi di dialogo durante i raduni. I gruppi hanno terminato i loro sforzi di collaborazione nel luglio 2019. Secondo il John Brown Gun Club, la separazione è dovuta al sostegno dei Three Percenters a Matt Shea e alle preoccupazioni per la continua affiliazione del gruppo a individui e media di estrema destra. Secondo i Three Percenters, la causa principale della scissione sono stati i commenti insensibili fatti da alcuni dei loro membri dopo l'attentato incendiario del 2019 a Tacoma, perpetrato da un ex membro del John Brown Gun Club. Secondo Marshall, "i veri neonazisti ci odiano, come è giusto che sia perché anche noi li odiamo, e l'estrema sinistra, con cui non abbiamo problemi, ci odia perché crede che siamo neonazisti".
Durante le elezioni del 2019, i Democratici dello Stato di Washington hanno rilasciato una dichiarazione contro Chris Wisnoski, membro di spicco dei Three Percenters e allora consigliere comunale in carica a Black Diamond, descrivendo il gruppo come una milizia di estrema destra. I Three Percenters di Washington hanno negato di essere una milizia e hanno affermato di aver interrotto i legami con la rete nazionale dei Three Percenters anni prima.
Il 27 giugno 2020 i Three Percenters dello Stato di Washington hanno tenuto una manifestazione a Olympia denominata "March for Our Rights". Sacha Baron Cohen (in arte: Borat Sagdiyev) si è imbucato all'evento travestito da cantante country e ha tentato di guidare la folla in un canto razzista con risultati contrastanti: alcuni spettatori hanno cantato con lui, ma altri si sono dimostrati ostili e lo hanno allontanato dal palco. Gli organizzatori della manifestazione hanno accusato Baron Cohen di aver guadagnato la loro fiducia sponsorizzando finanziariamente l'evento.